# Olympische Sommerspiele 1912/Teilnehmer (Norwegen)
| Gelbes Symbol für Goldmedaillen mit stilisierten Olympischen Ringen | Graues Symbol für Silbermedaillen mit stilisierten Olympischen Ringen | Braundes Symbol für Bronzemedaillen mit stilisierten Olympischen Ringen |
| ------------------------------------------------------------------- | --------------------------------------------------------------------- | ----------------------------------------------------------------------- |
| 4                                                                   | 1                                                                     | 4                                                                       |

Norwegen nahm an den Olympischen Sommerspielen 1912 in Stockholm mit einer Delegation von 191 Athleten (189 Männer, 2 Frauen) in dreizehn Disziplinen teil.

## Medaillengewinner

### Olympiasieger
| Name | Sportart       | Wettkampf       |
| --- | -------------- | --------------- |
| Ferdinand Bie | Leichtathletik | Fünfkampf       |
| Thoralf Glad Thomas Aass Andreas Brecke Torleiv Corneliussen Christian Jebe | Segeln         | 8-Meter-Klasse  |
| Alfred Larsen Johan Anker Nils Bertelsen Halfdan Hansen Magnus Konow Petter Larsen Eilert Falch-Lund Christian Staib Arnfinn Heje Carl Thaulow | Segeln         | 12-Meter-Klasse |
| Isak Abrahamsen Hans Anton Beyer Hartmann Bjørnsen Alfred Engelsen Bjarne Johnsen Sigurd Jørgensen Knud Leonard Knudsen Alf Lie Rolf Lie Tor Lund Petter Martinsen Per Mathiesen Jacob Opdahl Nils Opdahl Bjarne Pettersen Frithjof Sælen Øistein Schirmer Georg Selenius Sigvard Sivertsen Robert Sjursen Einar Strøm Gabriel Thorstensen Thomas Thorstensen Nils Voss | Turnen         | Freies Turnen   |

### Silber
| Name                                                                                 | Sportart | Wettkampf                |
| ------------------------------------------------------------------------------------ | -------- | ------------------------ |
| Gudbrand Skatteboe Ole Sæther Østen Østensen Albert Helgerud Olaf Sæter Einar Liberg | Schießen | Freies Gewehr Mannschaft |

### Bronze
| Name | Sportart | Wettkampf                          |
| --- | -------- | ---------------------------------- |
| Claus Høyer Reidar Holter Magnus Herseth Frithjof Olstad Olaf Bjørnstad | Rudern   | Vierer mit Steuermann (Dollengigs) |
| Engebret Skogen | Schießen | Armeegewehr Dreistellungskampf     |
| Molla Mallory | Tennis   | Einzel (Rasen)                     |
| Arthur Amundsen Jørgen Andersen Trygve Bøyesen Georg Brustad Conrad Christensen Oscar Engelstad Marius Eriksen Aksel Hansen Peter Hol Eugen Ingebretsen Olaf Ingebretsen Olaf Jacobsen Erling Jensen Thor Jensen Frithjof Olsen Oscar Olstad Edvin Paulsen Carl Alfred Pedersen Paul Pedersen Realf Robach Sigurd Smebye Torleif Torkildsen | Turnen   | Schwedisches System                |

## Teilnehmer nach Sportarten

### Fechten
| Athlet                                                   | Disziplin         | Erste Runde       | Erste Runde       | Viertelfinale  | Viertelfinale  | Halbfinale     | Halbfinale     | Finale         | Finale         |
| Athlet                                                   | Disziplin         | Ergebnis          | Platz             | Ergebnis       | Platz          | Ergebnis       | Platz          | Ergebnis       | Platz          |
| -------------------------------------------------------- | ----------------- | ----------------- | ----------------- | -------------- | -------------- | -------------- | -------------- | -------------- | -------------- |
| Lars Aas                                                 | Florett, Einzel   | 4 Verloren        | Vierter           | nicht erreicht | nicht erreicht | nicht erreicht | nicht erreicht | nicht erreicht | nicht erreicht |
| Lars Aas                                                 | Degen, Einzel     | 2 Verloren        | Erster            | 4 Verloren     | Sechster       | nicht erreicht | nicht erreicht | nicht erreicht | nicht erreicht |
| Hans Bergsland                                           | Degen, Einzel     | 4 Verloren        | Vierter           | nicht erreicht | nicht erreicht | nicht erreicht | nicht erreicht | nicht erreicht | nicht erreicht |
| Bjarne Eriksen                                           | Florett, Einzel   | 1 Verloren        | Erster            | 3 Verloren     | Vierter        | nicht erreicht | nicht erreicht | nicht erreicht | nicht erreicht |
| Bjarne Eriksen                                           | Degen, Einzel     | 3 Verloren        | Vierter           | nicht erreicht | nicht erreicht | nicht erreicht | nicht erreicht | nicht erreicht | nicht erreicht |
| Severin Finne                                            | Degen, Einzel     | 2 Verloren        | Dritter           | 3 Verloren     | Sechster       | nicht erreicht | nicht erreicht | nicht erreicht | nicht erreicht |
| Sigurd Mathiesen                                         | Degen, Einzel     | 2 Verloren        | Dritter           | 3 Verloren     | Vierter        | nicht erreicht | nicht erreicht | nicht erreicht | nicht erreicht |
| Harald Platou                                            | Degen, Einzel     | 3 Verloren        | Vierter           | nicht erreicht | nicht erreicht | nicht erreicht | nicht erreicht | nicht erreicht | nicht erreicht |
| Christopher von Tangen                                   | Florett, Einzel   | 5 Verloren        | Sechster          | nicht erreicht | nicht erreicht | nicht erreicht | nicht erreicht | nicht erreicht | nicht erreicht |
| Christopher von Tangen                                   | Degen, Einzel     | 3 Verloren        | Vierter           | nicht erreicht | nicht erreicht | nicht erreicht | nicht erreicht | nicht erreicht | nicht erreicht |
| Lars Aas Hans Bergsland Severin Finne Georges von Tangen | Degen, Mannschaft | nicht ausgetragen | nicht ausgetragen | 0–2            | Dritter        | nicht erreicht | nicht erreicht | nicht erreicht | nicht erreicht |

### Fußball

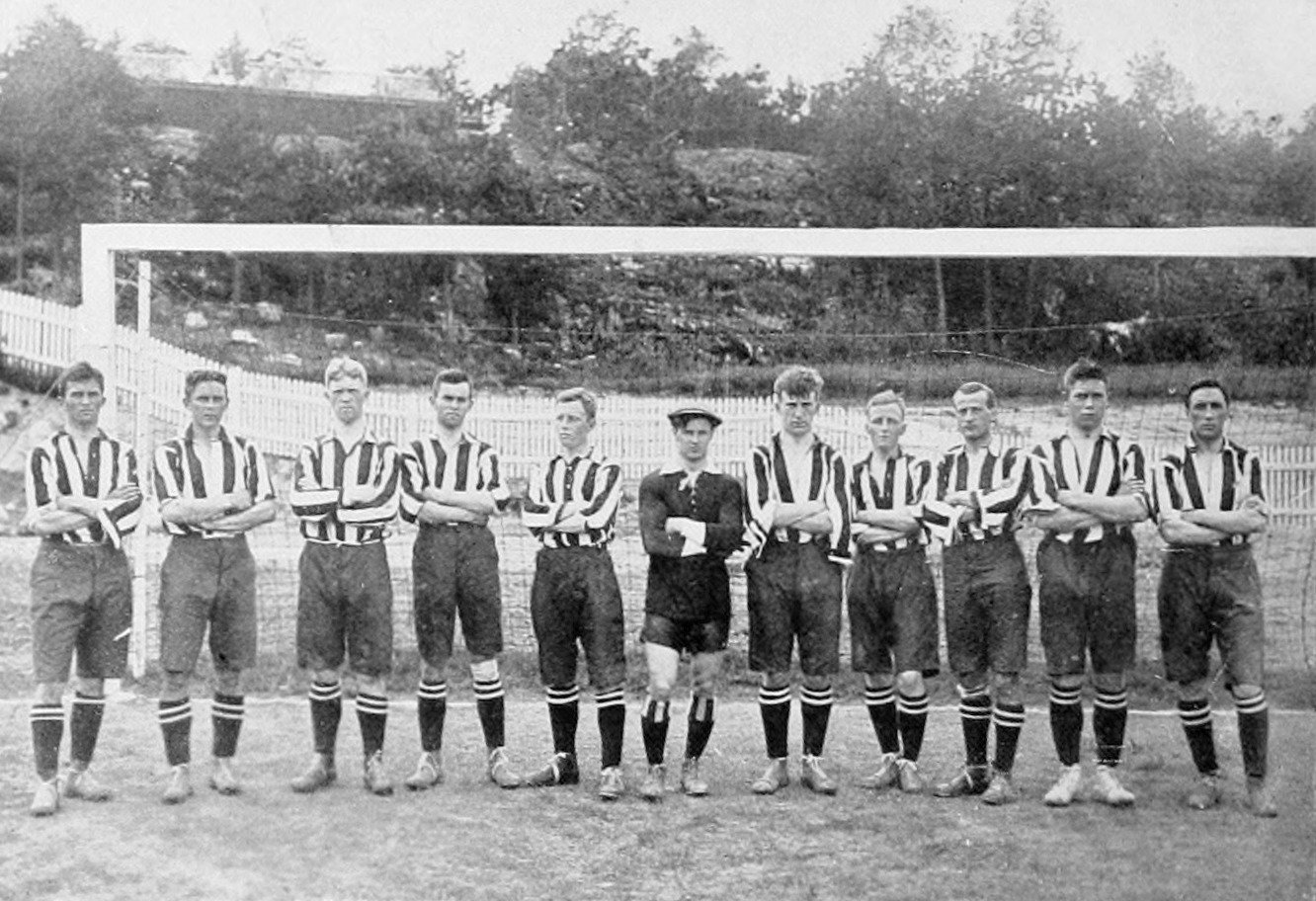
Die norwegische Fußballmannschaft bei den Olympischen Spielen 1912

| Athleten | Erste Runde     | Viertelfinale   | Trostrunde      | Rang    |
| Athleten | Gegner Ergebnis | Gegner Ergebnis | Gegner Ergebnis | Rang    |
| --- | --------------- | --------------- | --------------- | ------- |
| Gunnar Andersen Einar Friis Baastad Hans Endrerud Charles Herlofson Sverre Jensen Harald Johansen Kristian Krefting Erling Maartmann Rolf Maartmann Ingolf Pedersen Henry Reinholdt Per Skou Trainer: Vince Hayes | Freilos         | Verloren 7:0    | Verloren 1:0    | Neunter |

### Leichtathletik
| Athlet                                            | Disziplin                  | Vorlauf           | Vorlauf           | Halbfinale        | Halbfinale        | Finale         | Finale         |
| Athlet                                            | Disziplin                  | Ergebnis          | Platz             | Ergebnis          | Platz             | Ergebnis       | Platz          |
| ------------------------------------------------- | -------------------------- | ----------------- | ----------------- | ----------------- | ----------------- | -------------- | -------------- |
| Ole Aarnæs                                        | Hochsprung                 | nicht ausgetragen | nicht ausgetragen | 1,75 m            | 13.               | nicht erreicht | nicht erreicht |
| Johannes Andersen                                 | Crosslauf, Einzelwertung   | nicht ausgetragen | nicht ausgetragen | nicht ausgetragen | nicht ausgetragen | 51:47,4 min    | 22.            |
| Ferdinand Bie                                     | 110 m Hürden               | 16,2 s            | Erster            | 15,8 s            | Dritter           | nicht erreicht | nicht erreicht |
| Ferdinand Bie                                     | Weitsprung                 | ausgetragen       | ausgetragen       | 6,75 m            | Elfter            | nicht erreicht | nicht erreicht |
| Ferdinand Bie                                     | Fünfkampf                  | nicht ausgetragen | nicht ausgetragen | nicht ausgetragen | nicht ausgetragen | 21 Punkte      | Olympiasieger  |
| Ferdinand Bie                                     | Zehnkampf                  | nicht ausgetragen | nicht ausgetragen | nicht ausgetragen | nicht ausgetragen | 6485,065       | 14.            |
| Birger Brodtkorb                                  | Standweitsprung            | nicht ausgetragen | nicht ausgetragen | 3,05 m            | Zwölfter          | nicht erreicht | nicht erreicht |
| Nils Dahl                                         | Crosslauf, Einzelwertung   | nicht ausgetragen | nicht ausgetragen | nicht ausgetragen | nicht ausgetragen | DNF            | DNF            |
| Parelius Finnerud                                 | Crosslauf, Einzelwertung   | nicht ausgetragen | nicht ausgetragen | nicht ausgetragen | nicht ausgetragen | 51:16,2 min    | 20.            |
| Nils Fixdal                                       | Weitsprung                 | nicht ausgetragen | nicht ausgetragen | 6,71 m            | 13.               | nicht erreicht | nicht erreicht |
| Nils Fixdal                                       | Dreisprung                 | nicht ausgetragen | nicht ausgetragen | 13,96 m           | Achter            | nicht erreicht | nicht erreicht |
| Oscar Fonbæk                                      | Marathon                   | nicht ausgetragen | nicht ausgetragen | nicht ausgetragen | nicht ausgetragen | DNF            | DNF            |
| Arne Halse                                        | Speerwurf                  | nicht ausgetragen | nicht ausgetragen | 51,98 m           | Siebter           | nicht erreicht | nicht erreicht |
| Arne Halse                                        | Speerwurf (beidarmig)      | nicht ausgetragen | nicht ausgetragen | 96,92 m           | Fünfter           | nicht erreicht | nicht erreicht |
| Olaf Hovdenak                                     | Crosslauf, Einzelwertung   | nicht ausgetragen | nicht ausgetragen | nicht ausgetragen | nicht ausgetragen | 50:40,8 m      | 19.            |
| Daniel Johansen                                   | Speerwurf                  | nicht ausgetragen | nicht ausgetragen | 47,61 m           | Zwölfter          | nicht erreicht | nicht erreicht |
| Daniel Johansen                                   | Speerwurf (beidarmig)      | nicht ausgetragen | nicht ausgetragen | 92,82 m           | Siebter           | nicht erreicht | nicht erreicht |
| Edvard Larsen                                     | Dreisprung                 | nicht ausgetragen | nicht ausgetragen | 14,06 m           | Sechster          | nicht erreicht | nicht erreicht |
| Oscar Larsen                                      | 800 m                      | k. A.             | Dritter           | nicht erreicht    | nicht erreicht    | nicht erreicht | nicht erreicht |
| Oscar Larsen                                      | 1500 m                     | nicht ausgetragen | nicht ausgetragen | k. A.             | Fünfter           | nicht erreicht | nicht erreicht |
| Gerhard Meling                                    | Hochsprung                 | nicht ausgetragen | nicht ausgetragen | 1,75 m            | 13.               | nicht erreicht | nicht erreicht |
| Otto Monsen                                       | Hochsprung                 | nicht ausgetragen | nicht ausgetragen | 1,75              | 13.               | nicht erreicht | nicht erreicht |
| Alfred Nilsen                                     | Marathon                   | nicht ausgetragen | nicht ausgetragen | nicht ausgetragen | nicht ausgetragen | DNS            | DNS            |
| Ole Olsen                                         | Marathon                   | nicht ausgetragen | nicht ausgetragen | nicht ausgetragen | nicht ausgetragen | DNS            | DNS            |
| Otto Osen                                         | Marathon                   | nicht ausgetragen | nicht ausgetragen | nicht ausgetragen | nicht ausgetragen | 3:36:35,2 h    | 34.            |
| Alexander Pedersen                                | 100 m                      | ?                 | 4                 | nicht erreicht    | nicht erreicht    | nicht erreicht | nicht erreicht |
| Alexander Pedersen                                | 400 m                      | DSQ               | DSQ               | nicht erreicht    | nicht erreicht    | nicht erreicht | nicht erreicht |
| Jacob Pedersen                                    | 400 m                      | 51,6 s            | Zweiter           | k. A.             | Fünfter           | nicht erreicht | nicht erreicht |
| Jacob Pedersen                                    | 800 m                      | k. A.             | Dritter           | nicht erreicht    | nicht erreicht    | nicht erreicht | nicht erreicht |
| Jacob Pedersen                                    | 1500 m                     | nicht ausgetragen | nicht ausgetragen | k. A.             | Sechster–Siebter  | nicht erreicht | nicht erreicht |
| Jacob Pedersen                                    | Marathon                   | nicht ausgetragen | nicht ausgetragen | nicht ausgetragen | nicht ausgetragen | DNS            | DNS            |
| Axel Simonsen                                     | Marathon                   | nicht ausgetragen | nicht ausgetragen | nicht ausgetragen | nicht ausgetragen | 3:04:59,4 h    | 23.            |
| Herman Sotaaen                                    | 100 m                      | k. A.             | Vierter           | nicht erreicht    | nicht erreicht    | nicht erreicht | nicht erreicht |
| Herman Sotaaen                                    | 200 m                      | k. A.             | Dritter           | nicht erreicht    | nicht erreicht    | nicht erreicht | nicht erreicht |
| Erling Vinne                                      | Dreisprung                 | nicht ausgetragen | nicht ausgetragen | 14,14 m           | Vierter           | nicht erreicht | nicht erreicht |
| Johannes Andersen Parelius Finnerud Olaf Hovdenak | Crosslauf, Mannschaftslauf | nicht ausgetragen | nicht ausgetragen | nicht ausgetragen | nicht ausgetragen | 61 Punkte      | Vierter        |

### Moderner Fünfkampf
| Athlet       | Pistolenschießen | Pistolenschießen | Schwimmen  | Schwimmen | Degenfechten | Degenfechten | Degenfechten | Springreiten | Springreiten | Springreiten | Querfeldeinlauf | Querfeldeinlauf | Gesamtpunkte | Platz |
| Athlet       | Treffer          | Punkte           | Zeit       | Punkte    | Siege        | Touches      | Punkte       | Strafpunkte  | Zeit         | Punkte       | Zeit            | Punkte          | Gesamtpunkte | Platz |
| ------------ | ---------------- | ---------------- | ---------- | --------- | ------------ | ------------ | ------------ | ------------ | ------------ | ------------ | --------------- | --------------- | ------------ | ----- |
| Henrik Norby | 110              | 27               | 7:48,6 min | 21        | 14           | 17           | 12           | DSQ          | DSQ          | DSQ          | Zurückgezogen   | Zurückgezogen   | DNF          | DNF   |
| Carl Paaske  | 147              | 23               | 6:49,2 min | 17        | 13           | 15           | 14           | 0            | 12:33,0 min  | 14           | 21:19,8 min     | 8               | 71           | 13.   |

### Radsport
| Athlet                                                                     | Disziplin                      | Finale       | Finale |
| Athlet                                                                     | Disziplin                      | Zeit         | Platz  |
| -------------------------------------------------------------------------- | ------------------------------ | ------------ | ------ |
| Birger Andreassen                                                          | Einzelzeitfahren (320 km)      | 11:20:14,6 h | 14.    |
| Carl Gulbrandsen                                                           | Einzelzeitfahren (320 km)      | DNF          | DNF    |
| Anton Hansen                                                               | Einzelzeitfahren (320 km)      | 12:21:23,7 h | 65.    |
| Paul Henrichsen                                                            | Einzelzeitfahren (320 km)      | 11:55:23,2 h | 47.    |
| Carl Olsen                                                                 | Einzelzeitfahren (320 km)      | DNF          | DNF    |
| Martin Sæterhaug                                                           | Einzelzeitfahren (320 km)      | DNF          | DNF    |
| Birger Andreassen Anton Hansen Paul Henrichsen Gulbrandsen/Olsen/Sæterhaug | Mannschaftszeitfahren (320 km) | DNF          | DNF    |

### Reiten
| Athlet          | Pferd   | Disziplin       | Finale      | Finale |
| Athlet          | Pferd   | Disziplin       | Strafpunkte | Platz  |
| --------------- | ------- | --------------- | ----------- | ------ |
| Jens Falkenberg | Hjørdis | Dressur, Einzel | 103         | 15     |

| Athlet          | Pferd   | Disziplin            | Finale      | Finale |
| Athlet          | Pferd   | Disziplin            | Strafpunkte | Platz  |
| --------------- | ------- | -------------------- | ----------- | ------ |
| Jørgen Jensen   | Joss    | Springreiten, Einzel | 25          | 26.    |
| Karl Kildal     | Garcia  | Springreiten, Einzel | 22          | 24.    |
| Jens Falkenberg | Florida | Springreiten, Einzel | 29          | 28.    |

### Ringen
| Athlet               | Disziplin                       | Erste Runde          | Zweite Runde       | Dritte Runde         | Vierte Runde        | Fünfte Runde        | Sechste Runde   | Siebte Runde      | Finale                  | Finale                  | Finale                  | Finale |
| Athlet               | Disziplin                       | Gegner Ergebnis      | Gegner Ergebnis    | Gegner Ergebnis      | Gegner Ergebnis     | Gegner Ergebnis     | Gegner Ergebnis | Gegner Ergebnis   | Match A Gegner Ergebnis | Match B Gegner Ergebnis | Match C Gegner Ergebnis | Rank   |
| -------------------- | ------------------------------- | -------------------- | ------------------ | -------------------- | ------------------- | ------------------- | --------------- | ----------------- | ----------------------- | ----------------------- | ----------------------- | ------ |
| Kristian Arneson     | Federgewicht (bis 60 kg)        | Beránek Gewonnen     | Pawłowicz Verloren | Beckman Verloren     | nicht erreicht      | nicht erreicht      | nicht erreicht  | nicht erreicht    | nicht erreicht          | nicht erreicht          | nicht erreicht          | 19.    |
| Richard Frydenlund   | Leichtgewicht (bis 67,5 kg)     | Lupton Gewonnen      | Ruff Gewonnen      | Balej Verloren       | Salonen Verloren    | nicht erreicht      | nicht erreicht  | nicht erreicht    | nicht erreicht          | nicht erreicht          | nicht erreicht          | 17.    |
| Thorbjørn Frydenlund | Leichtgewicht (bis 67,5 kg)     | Fischer Verloren     | Svensson Verloren  | nicht erreicht       | nicht erreicht      | nicht erreicht      | nicht erreicht  | nicht erreicht    | nicht erreicht          | nicht erreicht          | nicht erreicht          | 31.    |
| Ragnvald Gullaksen   | Federgewicht (bis 60 kg)        | Persson Gewonnen     | Beckman Verloren   | Lasanen Verloren     | nicht erreicht      | nicht erreicht      | nicht erreicht  | nicht erreicht    | nicht erreicht          | nicht erreicht          | nicht erreicht          | 19.    |
| Alfred Gundersen     | Mittelgewicht (bis 75 kg)       | Jokinen Verloren     | DNS                | nicht erreicht       | nicht erreicht      | nicht erreicht      | nicht erreicht  | nicht erreicht    | nicht erreicht          | nicht erreicht          | nicht erreicht          | 37.    |
| Mikael Hestdahl      | Federgewicht (bis 60 kg)        | Åkesson Gewonnen     | Öberg Verloren     | Lehmusvirta Verloren | nicht erreicht      | nicht erreicht      | nicht erreicht  | nicht erreicht    | nicht erreicht          | nicht erreicht          | nicht erreicht          | 19.    |
| Herbrand Lofthus     | Leichtgewicht (bis 67,5 kg)     | Cabal Gewonnen       | Dumrauf Gewonnen   | Nilsson Verloren     | Sauerhöfer Gewonnen | Mathiasson Verloren | nicht erreicht  | nicht erreicht    | nicht erreicht          | nicht erreicht          | nicht erreicht          | Elfter |
| Ansgar Løvold        | Halbschwergewicht (bis 82,5 kg) | Lind Verloren        | Barl Verloren      | nicht erreicht       | nicht erreicht      | nicht erreicht      | nicht erreicht  | nicht ausgetragen | nicht erreicht          | nicht erreicht          | nicht erreicht          | 20.    |
| Thorvald Olsen       | Leichtgewicht (bis 67,5 kg)     | Kolehmainen Verloren | Tanttu Verloren    | nicht erreicht       | nicht erreicht      | nicht erreicht      | nicht erreicht  | nicht erreicht    | nicht erreicht          | nicht erreicht          | nicht erreicht          | 31.    |

### Rudern
| Athlet | Disziplin                          | Vorrunde          | Vorrunde          | Viertelfinale  | Viertelfinale  | Halbfinale     | Halbfinale     | Finale         | Finale         |
| Athlet | Disziplin                          | Result            | Platz             | Result         | Platz          | Result         | Platz          | Result         | Platz          |
| --- | ---------------------------------- | ----------------- | ----------------- | -------------- | -------------- | -------------- | -------------- | -------------- | -------------- |
| John Bjørnstad (Steuermann) Hannibal Fegth Gunnar Grantz Gustav Hæhre Olaf Solberg                                                          | Vierer mit Steuermann (Dollengigs) | nicht ausgetragen | nicht ausgetragen | k. A.          | Zweiter        | nicht erreicht | nicht erreicht | nicht erreicht | nicht erreicht |
| Olav Bjørnstad (Steuermann) Magnus Herseth Reidar Holter Claus Høyer Frithjof Olstad                                                        | Vierer mit Steuermann (Dollengigs) | nicht ausgetragen | nicht ausgetragen | 8:03,0 min     | Erster         | k. A.          | Zweiter        | nicht erreicht | Dritter        |
| Olaf Dahll Øyvin Davidsen Einar Eriksen (Steuermann) Leif Rode Theodor Schjøth                                                              | Vierer mit Steuermann (Ausleger)   | 7:27,4 min        | Erster            | k. A.          | Zweiter        | nicht erreicht | nicht erreicht | nicht erreicht | nicht erreicht |
| Theodor Klem Henry Larsen Ejnar Tønsager (Steuermann) Håkon Tønsager Mathias Torstensen                                                     | Vierer mit Steuermann (Ausleger)   | 7:15,0 min        | Erster            | 7:05,5 min     | Erster         | 7:05,0 min     | Zweiter        | nicht erreicht | nicht erreicht |
| John Bjørnstad (Steuermann) Hannibal Fegth Gunnar Grantz Gustav Hæhre Harald Herlofson Thomas Høie Otto Krogh Olaf Solberg Einar Sommerfelt | Achter                             | k. A.             | Zweiter           | nicht erreicht | nicht erreicht | nicht erreicht | nicht erreicht | nicht erreicht | nicht erreicht |

### Schießen
| Athlet                                                                               | Disziplin                      | Finale   | Finale   |
| Athlet                                                                               | Disziplin                      | Ergebnis | Platz    |
| ------------------------------------------------------------------------------------ | ------------------------------ | -------- | -------- |
| Ole Bjerke                                                                           | Armeegewehr Dreistellungskampf | 61       | 80.      |
| Søren Bough                                                                          | Armeegewehr 600 m              | 40       | 82.      |
| Julius Braathe                                                                       | Freies Gewehr 300 m            | 900      | 29.      |
| Julius Braathe                                                                       | Armeegewehr Dreistellungskampf | 88       | 15.      |
| Carsten Henrik Bruun                                                                 | Tontaubenschießen              | 74       | 27.      |
| Ole Degnes                                                                           | Armeegewehr 600 m              | 84       | 17.      |
| Johannes Espelund                                                                    | Armeegewehr Dreistellungskampf | 60       | 81.      |
| Mathias Glomnes                                                                      | Armeegewehr Dreistellungskampf | 82       | 35.      |
| Albert Helgerud                                                                      | Freies Gewehr 300 m            | 952      | Siebter  |
| Albert Helgerud                                                                      | Armeegewehr 600 m              | 74       | 47.      |
| Albert Helgerud                                                                      | Armeegewehr Dreistellungskampf | 75       | 55.      |
| Olaf Husby                                                                           | Freies Gewehr 300 m            | 905      | 27.      |
| Ole Jensen                                                                           | Armeegewehr 600 m              | 73       | 56.      |
| Johannes Jordell                                                                     | Kleinkaliber 50 m              | 172      | 35.      |
| Johannes Jordell                                                                     | Armeegewehr Dreistellungskampf | 80       | 41.      |
| Einar Liberg                                                                         | Freies Gewehr 300 m            | 921      | 15.      |
| Birger Lie                                                                           | Armeegewehr Dreistellungskampf | 59       | 82.      |
| Ragnvald Maseng                                                                      | Kleinkaliber 50 m              | 156      | 40.      |
| Ragnvald Maseng                                                                      | Armeegewehr 600 m              | 73       | 55.      |
| Hans Nordvik                                                                         | Armeegewehr 600 m              | 79       | 35.      |
| Østen Østensen                                                                       | Freies Gewehr 300 m            | 911      | 23.      |
| Thomas Refsum                                                                        | Freies Gewehr 300 m            | 905      | 26.      |
| Thomas Refsum                                                                        | Armeegewehr 600 m              | 76       | 41.      |
| Frantz Rosenberg                                                                     | Tontaubenschießen              | 81       | 23.      |
| Olaf Sæter                                                                           | Freies Gewehr 300 m            | 914      | 18.      |
| Ole Sæther                                                                           | Freies Gewehr 300 m            | 941      | Neunter  |
| Ole Sæther                                                                           | Armeegewehr 600 m              | 70       | 60.      |
| Gudbrand Skatteboe                                                                   | Freies Gewehr 300 m            | 956      | Fünfter  |
| Gudbrand Skatteboe                                                                   | Armeegewehr 600 m              | 77       | 40.      |
| Herman Skjerven                                                                      | Armeegewehr Dreistellungskampf | 71       | 62.      |
| Engebret Skogen                                                                      | Freies Gewehr 300 m            | 899      | 31.      |
| Engebret Skogen                                                                      | Armeegewehr Dreistellungskampf | 95       | Dritter  |
| Alfred Stabell                                                                       | Tontaubenschießen              | 3        | 61.      |
| Arne Sunde                                                                           | Kleinkaliber 50 m              | 176      | 30.      |
| Arne Sunde                                                                           | Freies Gewehr 300 m            | 900      | 30.      |
| Arne Sunde                                                                           | Armeegewehr 600 m              | 80       | 30.      |
| Arne Sunde                                                                           | Armeegewehr Dreistellungskampf | 80       | 44.      |
| Alfred Thielemann                                                                    | Armeegewehr 600 m              | 57       | 75.      |
| Alfred Thielemann                                                                    | Armeegewehr Dreistellungskampf | 62       | 76.      |
| Paul Vighals                                                                         | Freies Gewehr 300 m            | 911      | 22.      |
| Paul Vighals                                                                         | Armeegewehr 600 m              | 72       | 57.      |
| Carl Veidahl                                                                         | Armeegewehr Dreistellungskampf | 40       | 89.      |
| Ole Degnes Mathias Glomnes Olaf Husby Ole Jensen Hans Nordvik Arne Sunde             | Armeegewehr Mannschaft         | 1473     | Sechster |
| Albert Helgerud Einar Liberg Østen Østensen Olaf Sæter Ole Sæther Gudbrand Skatteboe | Freies Gewehr Mannschaft       | 5602     | Zweiter  |

### Schwimmen
| Athlet         | Disziplin       | Vorläufe          | Vorläufe          | Viertelfinale  | Viertelfinale  | Halbfinale     | Halbfinale     | Finale         | Finale         |
| Athlet         | Disziplin       | Zeit              | Platz             | Zeit           | Platz          | Zeit           | Platz          | Zeit           | Platz          |
| -------------- | --------------- | ----------------- | ----------------- | -------------- | -------------- | -------------- | -------------- | -------------- | -------------- |
| Männer         |                 |                   |                   |                |                |                |                |                |                |
| John Johnsen   | 100 m Freistil  | 1:19,2 min        | Vierter           | nicht erreicht | nicht erreicht | nicht erreicht | nicht erreicht | nicht erreicht | nicht erreicht |
| John Johnsen   | 400 m           | nicht ausgetragen | nicht ausgetragen | 1:19,2 min     | Zweiter        | k. A.          | Sechster       | nicht erreicht | nicht erreicht |
| John Johnsen   | 1500 m          | nicht ausgetragen | nicht ausgetragen | 25:45,6 min    | Dritter        | nicht erreicht | nicht erreicht | nicht erreicht | nicht erreicht |
| John Johnsen   | 100 m Rücken    | nicht ausgetragen | nicht ausgetragen | 1:34,2 min     | Vierter        | nicht erreicht | nicht erreicht | nicht erreicht | nicht erreicht |
| Audun Rusten   | 200 m Brust     | nicht ausgetragen | nicht ausgetragen | DSQ            | DSQ            | nicht erreicht | nicht erreicht | nicht erreicht | nicht erreicht |
| Harry Svendsen | 100 m Rücken    | nicht ausgetragen | nicht ausgetragen | 1:47,2 min     | Dritter        | nicht erreicht | nicht erreicht | nicht erreicht | nicht erreicht |
| Herbert Wetter | 1500 m Freistil | nicht ausgetragen | nicht ausgetragen | DNF            | DNF            | nicht erreicht | nicht erreicht | nicht erreicht | nicht erreicht |
| Athlet         | Disziplin       | Vorläufe          | Vorläufe          | Viertelfinale  | Viertelfinale  | Halbfinale     | Halbfinale     | Finale         | Finale         |
| Athlet         | Disziplin       | Zeit              | Platz             | Zeit           | Platz          | Zeit           | Platz          | Zeit           | Platz          |
| Frauen         |                 |                   |                   |                |                |                |                |                |                |
| Aagot Norman   | 100 m Freistil  | nicht ausgetragen | nicht ausgetragen | DNF            | DNF            | nicht erreicht | nicht erreicht | nicht erreicht | nicht erreicht |

### Segeln
| Athlet | Disziplin       | Erstes Rennen | Erstes Rennen | Erstes Rennen | Zweites Rennen | Zweites Rennen | Zweites Rennen | Total  | Total             | Total         |
| Athlet | Disziplin       | Zeit          | Punkte        | Platz         | Zeit           | Punkte         | Platz          | Punkte | Zeit              | Platz         |
| --- | --------------- | ------------- | ------------- | ------------- | -------------- | -------------- | -------------- | ------ | ----------------- | ------------- |
| Edvart Christensen Eigil Kragh Christiansen Hans Christiansen                                                                                  | 6-Meter-Klasse  | 2:39:48 h     | 0             | Fünfter       | 2:30:39 h      | 0              | Fünfter        | 0      | nicht ausgetragen | Fünfter       |
| Thomas Aass Andreas Brecke Torleiv Corneliussen Thoralf Glad Christian Jebe                                                                    | 8-Meter-Klasse  | 2:15:59 h     | 7             | Erster        | 2:12:59 h      | 7              | Erster         | 14     | nicht ausgetragen | Olympiasieger |
| Johan Anker Nils Bertelsen Eilert Falch-Lund Halfdan Hansen Arnfinn Heje Magnus Konow Alfred Larsen Petter Larsen Christian Staib Carl Thaulow | 12-Meter-Klasse | 3:17:17 h     | 7             | Erster        | 3:32:00 h      | 7              | Erster         | 14     | nicht ausgetragen | Olympiasieger |

### Tennis
| Athleten                         | Disziplin     | Erste Runde       | Zweite Runde                    | Dritte Runde                           | Achtelfinale                                | Viertelfinale   | Halbfinale                       | Finale                    | Finale  |
| Athleten                         | Disziplin     | Gegner Ergebnis   | Gegner Ergebnis                 | Gegner Ergebnis                        | Gegner Ergebnis                             | Gegner Ergebnis | Gegner Ergebnis                  | Gegner Ergebnis           | Rank    |
| -------------------------------- | ------------- | ----------------- | ------------------------------- | -------------------------------------- | ------------------------------------------- | --------------- | -------------------------------- | ------------------------- | ------- |
| Männer                           |               |                   |                                 |                                        |                                             |                 |                                  |                           |         |
| Herman Bjørklund                 | Rasen, Einzel | Freilos           | Kreuzer Verloren 6–0, 6–0, 6–1  | nicht erreicht                         | nicht erreicht                              | nicht erreicht  | nicht erreicht                   | nicht erreicht            | 31.     |
| Conrad Langaard                  | Rasen, Einzel | Freilos           | Canet Verloren 6–3, 6–0, 6–1    | nicht erreicht                         | nicht erreicht                              | nicht erreicht  | nicht erreicht                   | nicht erreicht            | 31.     |
| Richard Peterson                 | Rasen, Einzel | Freilos           | von Salm Verloren 6–1, 7–5, 6–3 | nicht erreicht                         | nicht erreicht                              | nicht erreicht  | nicht erreicht                   | nicht erreicht            | 31.     |
| Trygve Smith                     | Rasen, Einzel | Freilos           | Boström Verloren 6–2, 6–4, 6–1  | nicht erreicht                         | nicht erreicht                              | nicht erreicht  | nicht erreicht                   | nicht erreicht            | 31.     |
| Willem Stibolt                   | Rasen, Einzel | Freilos           | Freilos                         | Šebek Verloren 6–1, 6–3, 6–0           | nicht erreicht                              | nicht erreicht  | nicht erreicht                   | nicht erreicht            | 17.     |
| Bjarne Angell Willem Stibolt     | Rasen, Doppel | nicht ausgetragen | nicht ausgetragen               | Just & Žemla Verloren 6–1, 6–2, 6–0    | nicht erreicht                              | nicht erreicht  | nicht erreicht                   | nicht erreicht            | 15.     |
| Herman Bjørklund Trygve Smith    | Rasen, Doppel | nicht ausgetragen | nicht ausgetragen               | Pipes & Zborzil Verloren 6–0, 6–2, 6–0 | nicht erreicht                              | nicht erreicht  | nicht erreicht                   | nicht erreicht            | 15.     |
| Conrad Langaard Richard Peterson | Rasen, Doppel | nicht ausgetragen | nicht ausgetragen               | Freilos                                | Just & Žemla Verloren 6–1, 6–2, 6–4         | nicht erreicht  | nicht erreicht                   | nicht erreicht            | Neunter |
| Athleten                         | Disziplin     |                   |                                 |                                        | Achtelfinale                                | Viertelfinale   | Halbfinale                       | Finale                    | Finale  |
| Athleten                         | Disziplin     | Gegner Ergebnis   | Gegner Ergebnis                 | Gegner Ergebnis                        | Gegner Ergebnis                             | Rank            |                                  |                           |         |
| Frauen                           |               |                   |                                 |                                        |                                             |                 |                                  |                           |         |
| Molla Mallory                    | Rasen, Einzel | nicht ausgetragen | nicht ausgetragen               | nicht ausgetragen                      | Freilos                                     | Freilos         | Broquedis Gewonnen 6–3, 2–6, 6–4 | Arnheim Verloren 6–2, 6–2 | Dritter |
| Athleten                         | Disziplin     |                   |                                 |                                        | Achtelfinale                                | Viertelfinale   | Halbfinale                       | Finale                    | Finale  |
| Athleten                         | Disziplin     | Gegner Ergebnis   | Gegner Ergebnis                 | Gegner Ergebnis                        | Gegner Ergebnis                             | Rank            |                                  |                           |         |
| Mixed                            |               |                   |                                 |                                        |                                             |                 |                                  |                           |         |
| Molla Mallory Conrad Langaard    | Rasen, Mixed  | nicht ausgetragen | nicht ausgetragen               | nicht ausgetragen                      | Grönfors & Holmström Verloren 6–4, 4–6, 7–5 | nicht erreicht  | nicht erreicht                   | nicht erreicht            | Fünfter |

### Turnen
| Athlet | Disziplin           | Finale   | Finale        |
| Athlet | Disziplin           | Ergebnis | Platz         |
| --- | ------------------- | -------- | ------------- |
| Isak Abrahamsen Hans Anton Beyer Hartmann Bjørnsen Alfred Engelsen Bjarne Johnsen Sigurd Jørgensen Knud Leonard Knudsen Alf Lie Rolf Lie Tor Lund Petter Martinsen Per Mathiesen Jacob Opdahl Nils Opdahl Bjarne Pettersen Frithjof Sælen Øistein Schirmer Georg Selenius Sigvard Sivertsen Robert Sjursen Einar Strøm Gabriel Thorstensen Thomas Thorstensen Nils Voss | Freies Turnen       | 22,85    | Olympiasieger |
| Arthur Amundsen Jørgen Andersen Trygve Bøyesen Georg Brustad Conrad Christensen Oscar Engelstad Marius Eriksen Aksel Hansen Peter Hol Eugen Ingebretsen Olaf Ingebretsen Olaf Jacobsen Erling Jensen Thor Jensen Frithjof Olsen Oscar Olstad Edvin Paulsen Carl Alfred Pedersen Paul Pedersen Realf Robach Sigurd Smebye Torleif Torkildsen                             | Schwedisches System | 857,21   | Dritter       |

### Wasserspringen
| Athlet           | Disziplin                                  | Vorrunde | Vorrunde | Finale         | Finale         |
| Athlet           | Disziplin                                  | Ergebnis | Platz    | Ergebnis       | Platz          |
| ---------------- | ------------------------------------------ | -------- | -------- | -------------- | -------------- |
| Männer           |                                            |          |          |                |                |
| Sigvard Andersen | Turmspringen (einfach und zusammengesetzt) | 56,4     | Fünfter  | nicht erreicht | nicht erreicht |
| Sigvard Andersen | Turmspringen einfach (5 und 10 m)          | 28,6     | Siebter  | nicht erreicht | nicht erreicht |
| Alfred Engelsen  | Turmspringen einfach (5 und 10 m)          | 28,3     | Siebter  | nicht erreicht | nicht erreicht |
| Nils Tvedt       | Turmspringen einfach (5 und 10 m)          | 31,7     | Fünfter  | nicht erreicht | nicht erreicht |